# Gianna Raffaelli
Gianna Raffaelli (Bassano del Grappa, 10 dicembre 1940) è un'attrice teatrale e scrittrice italiana.

## Biografia
Ha trascorso la giovinezza a Trento, dove ha frequentato il liceo artistico. Ancora molto giovane ha sostenuto un provino per entrare nella compagnia goldoniana di Cesco Baseggio. Da qui è iniziata la sua carriera di attrice particolarmente dedita al teatro di Carlo Goldoni. Ha inoltre preso parte alla compagnia  "I nuovi giovani".
Autrice di fiabe ha, nel febbraio 2014, pubblicato la raccolta 3 antiche fiabe e 4 sogni.
Ha registrato per la Unione Italiana Ciechi numerose opere letterarie, tra le quali i romanzi di Emilio Salgari e di Antoine de Saint-Exupéry.

## Galleria d'immagini

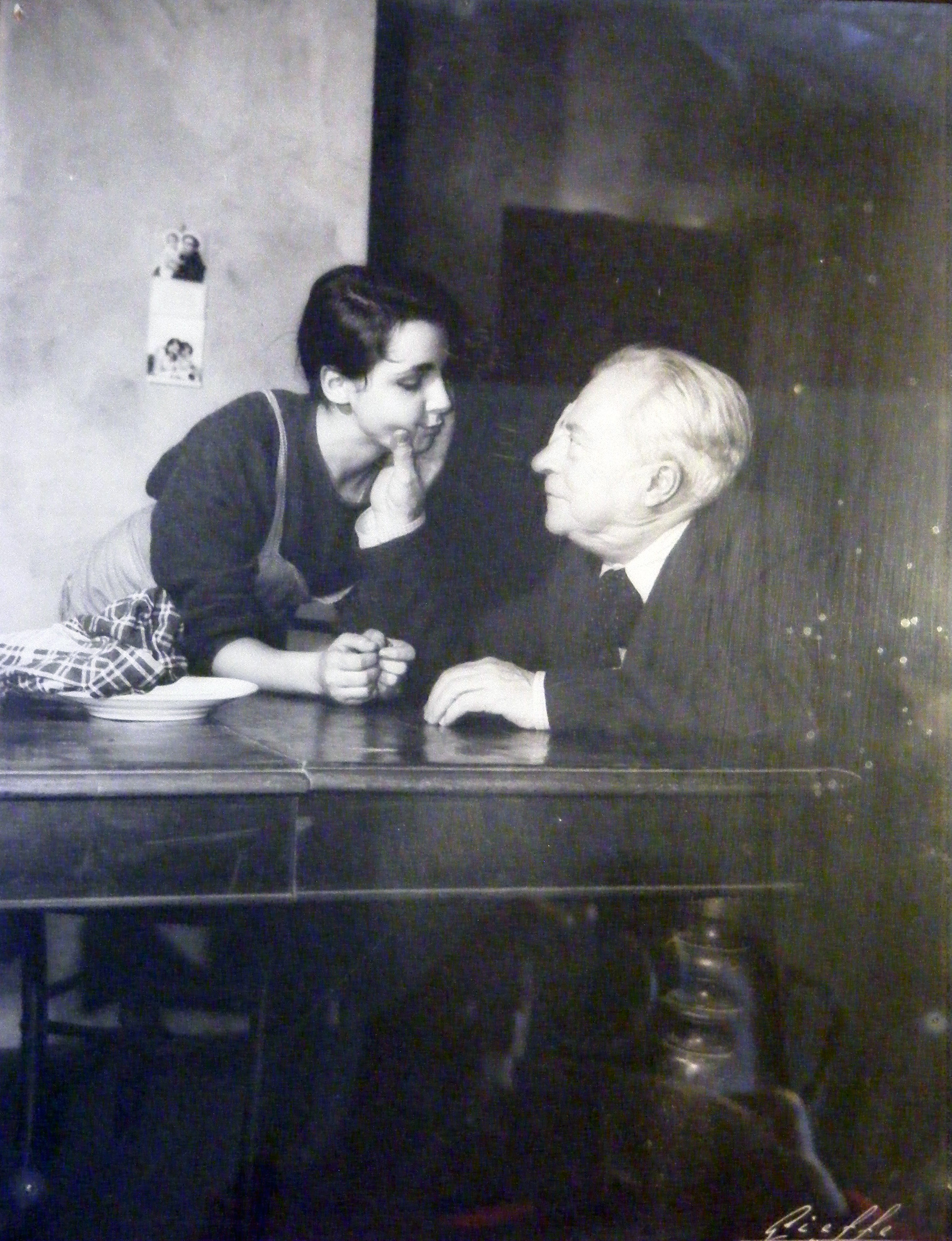
Gianna Rafaelli in "Giuditta apri gli occhi"
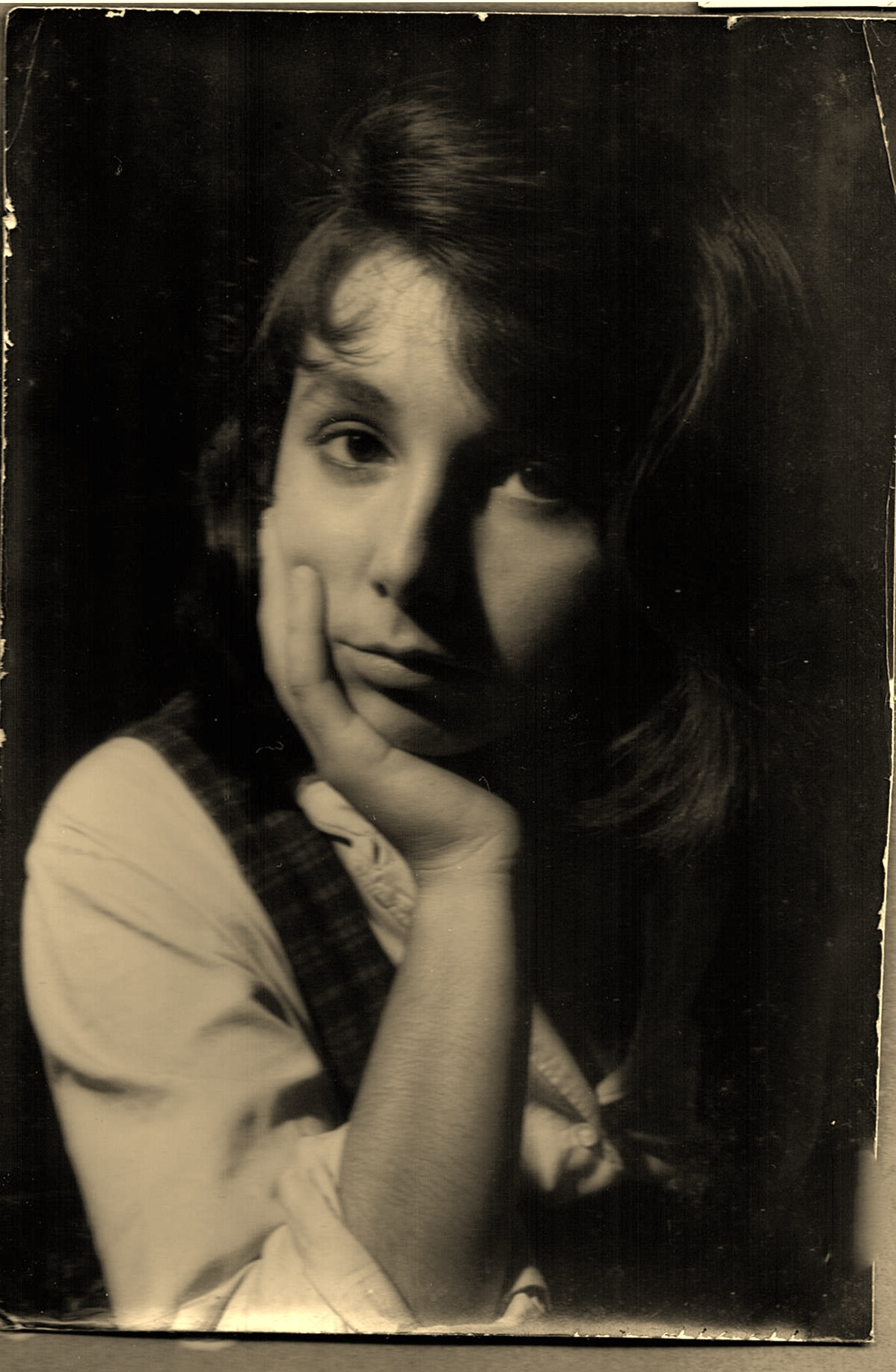
Gianna Raffaelli
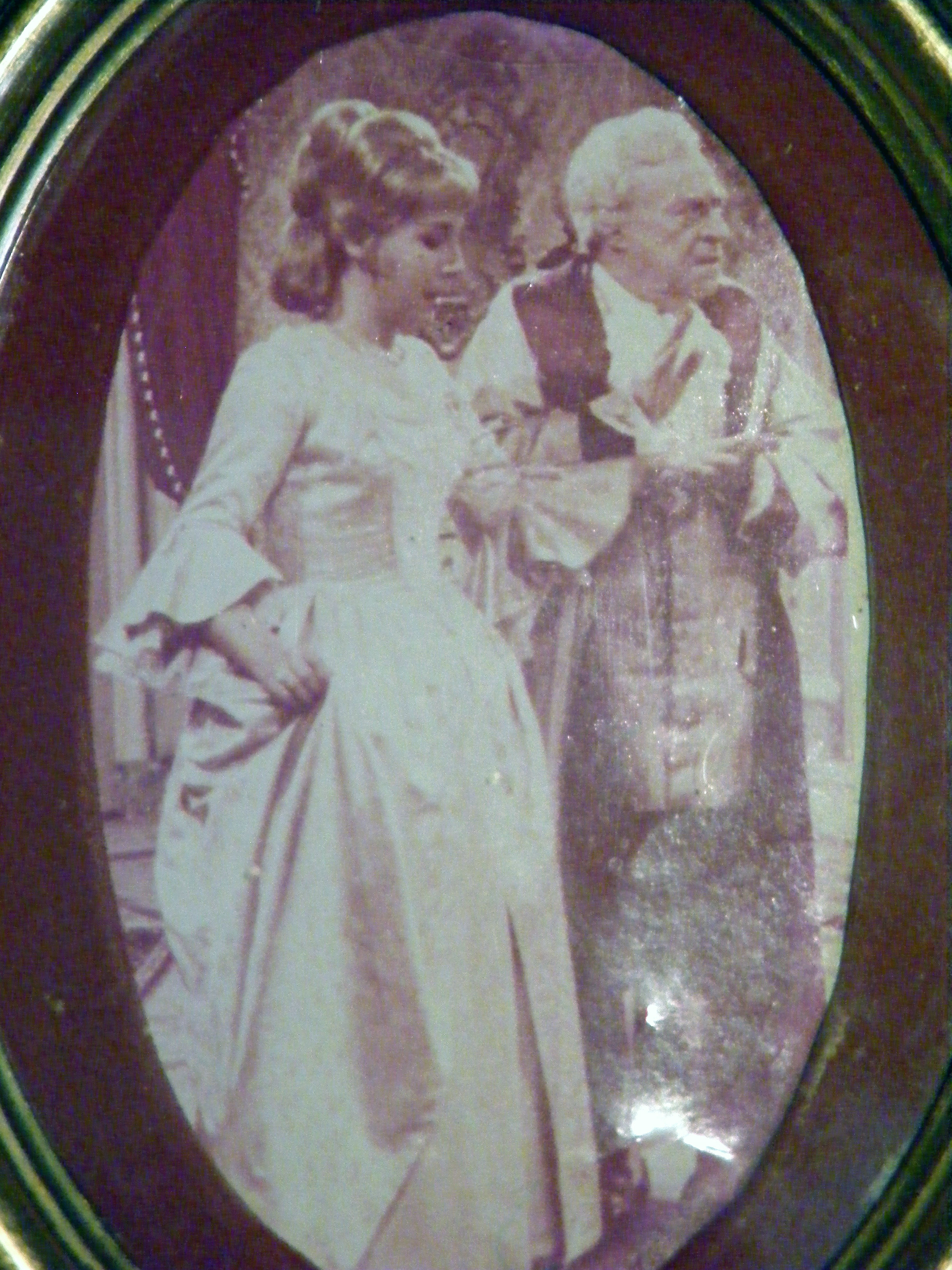
Il Burbero benefico
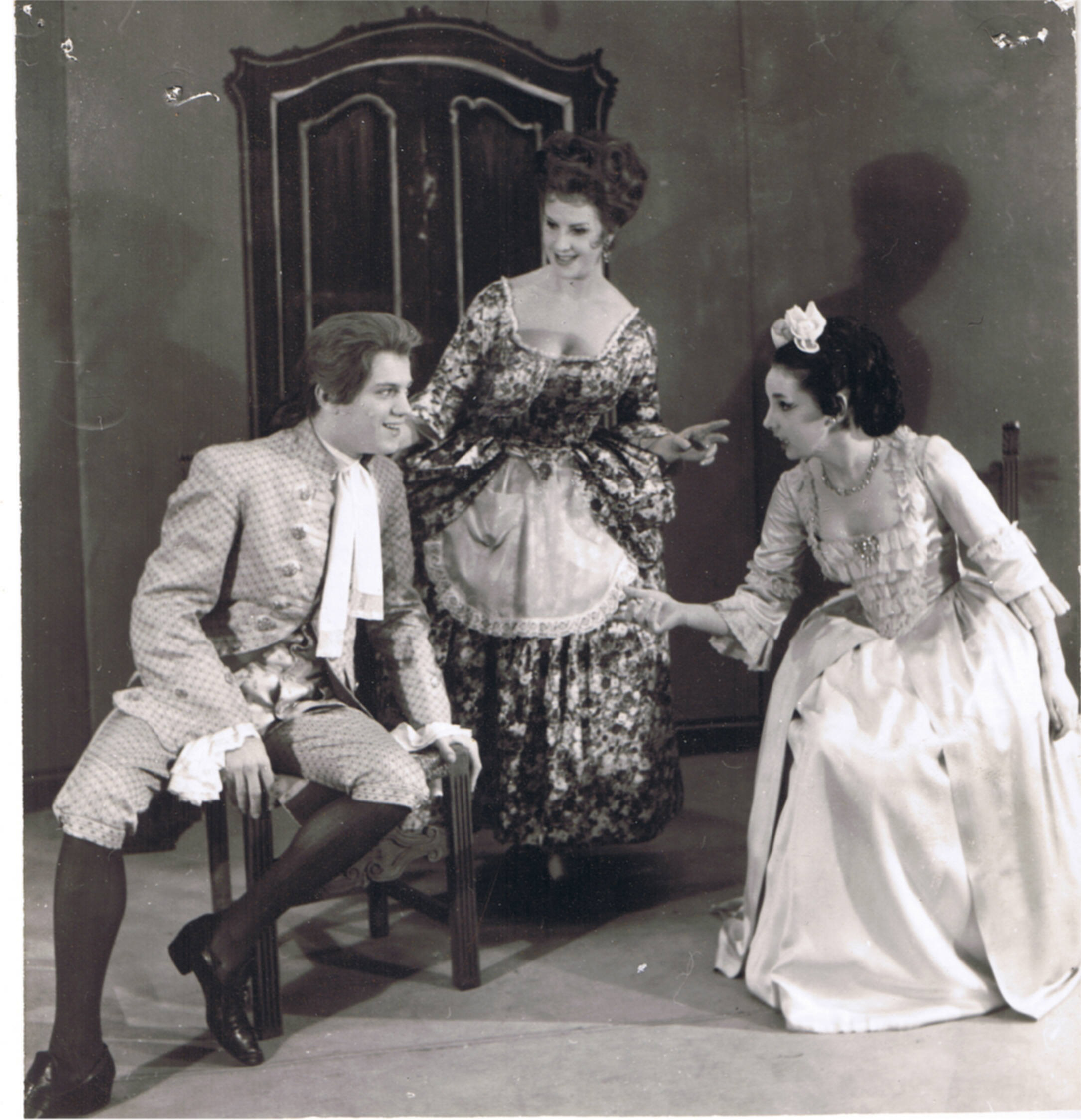
La serva morosa
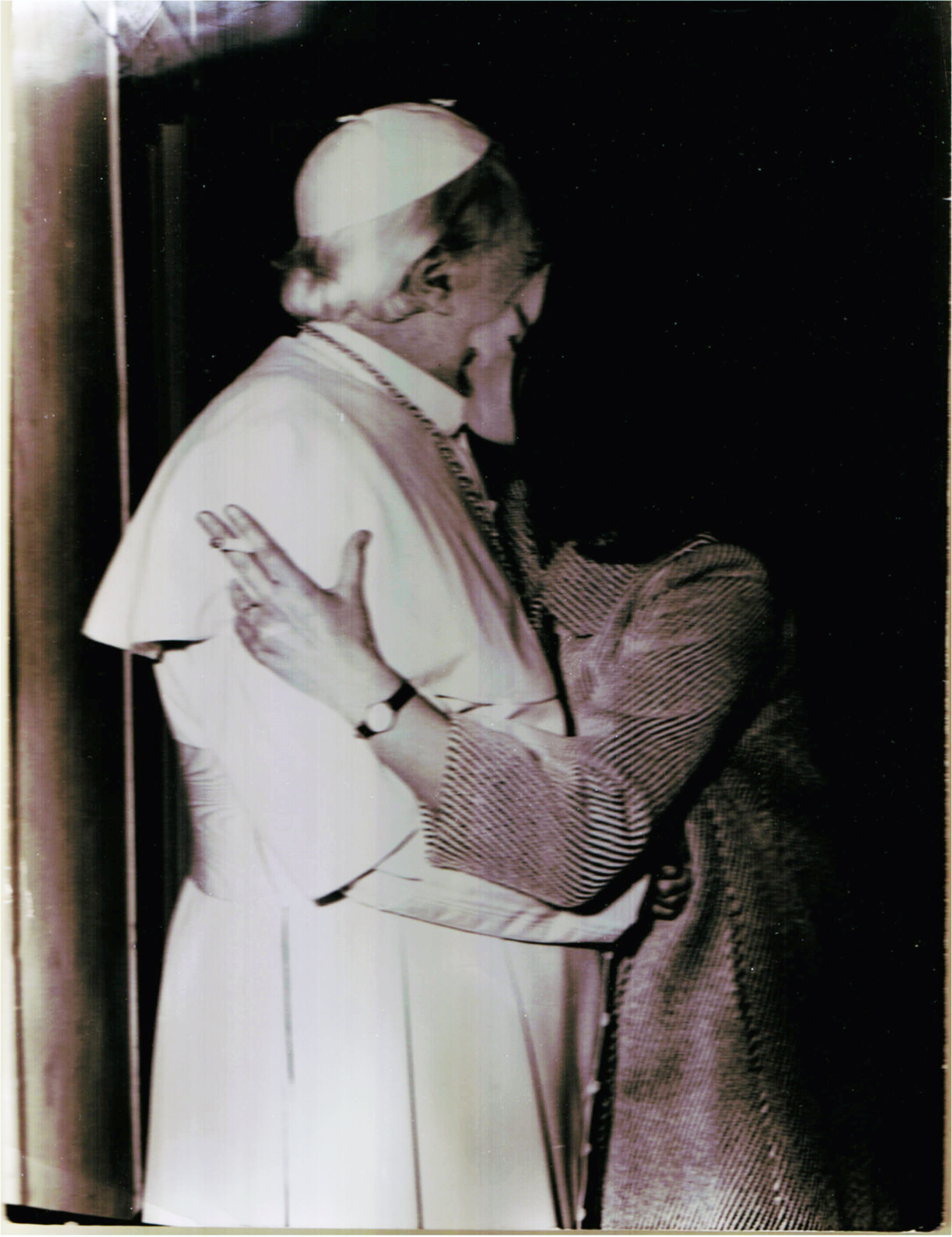
Papa Sarto
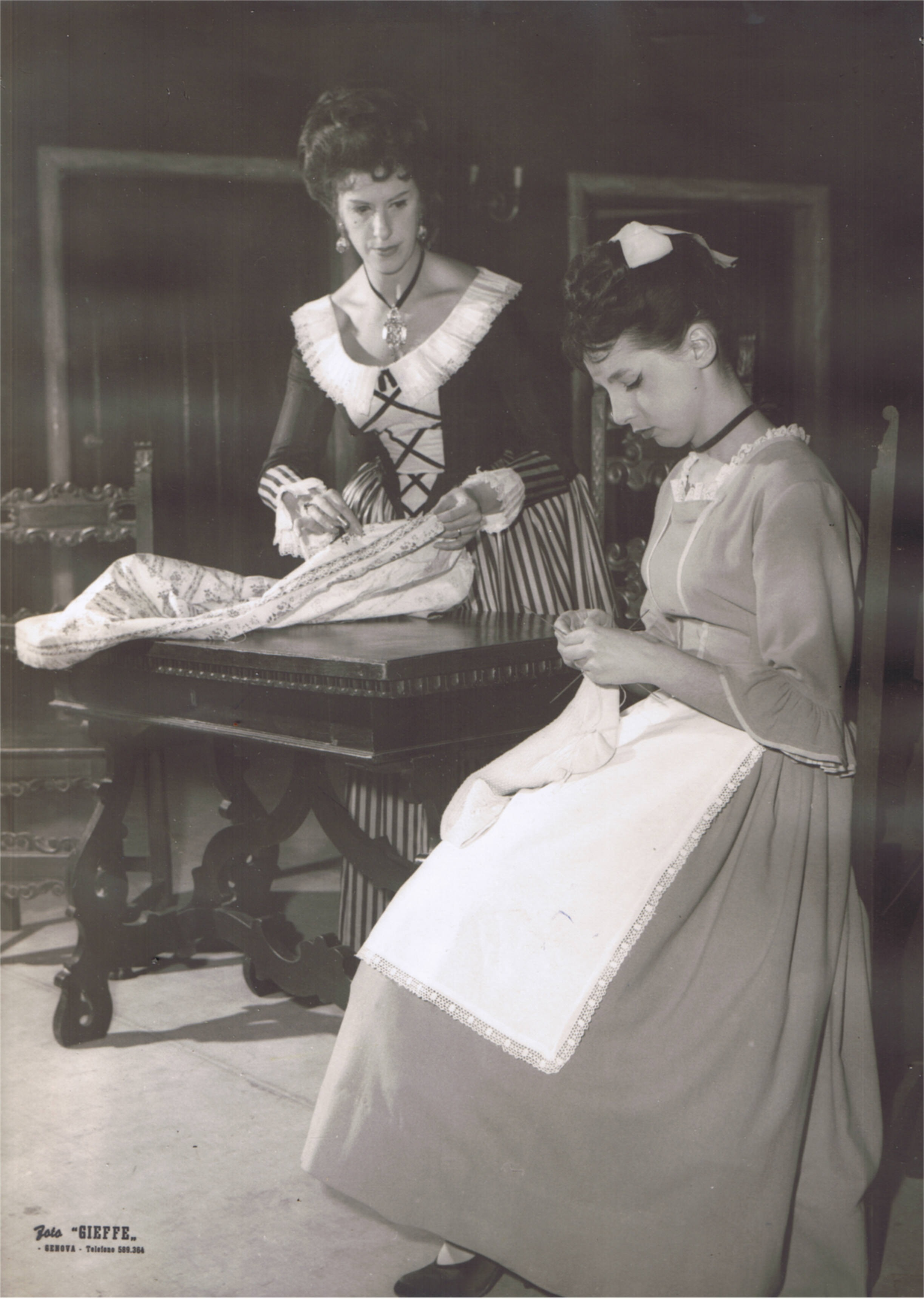
La buona madre
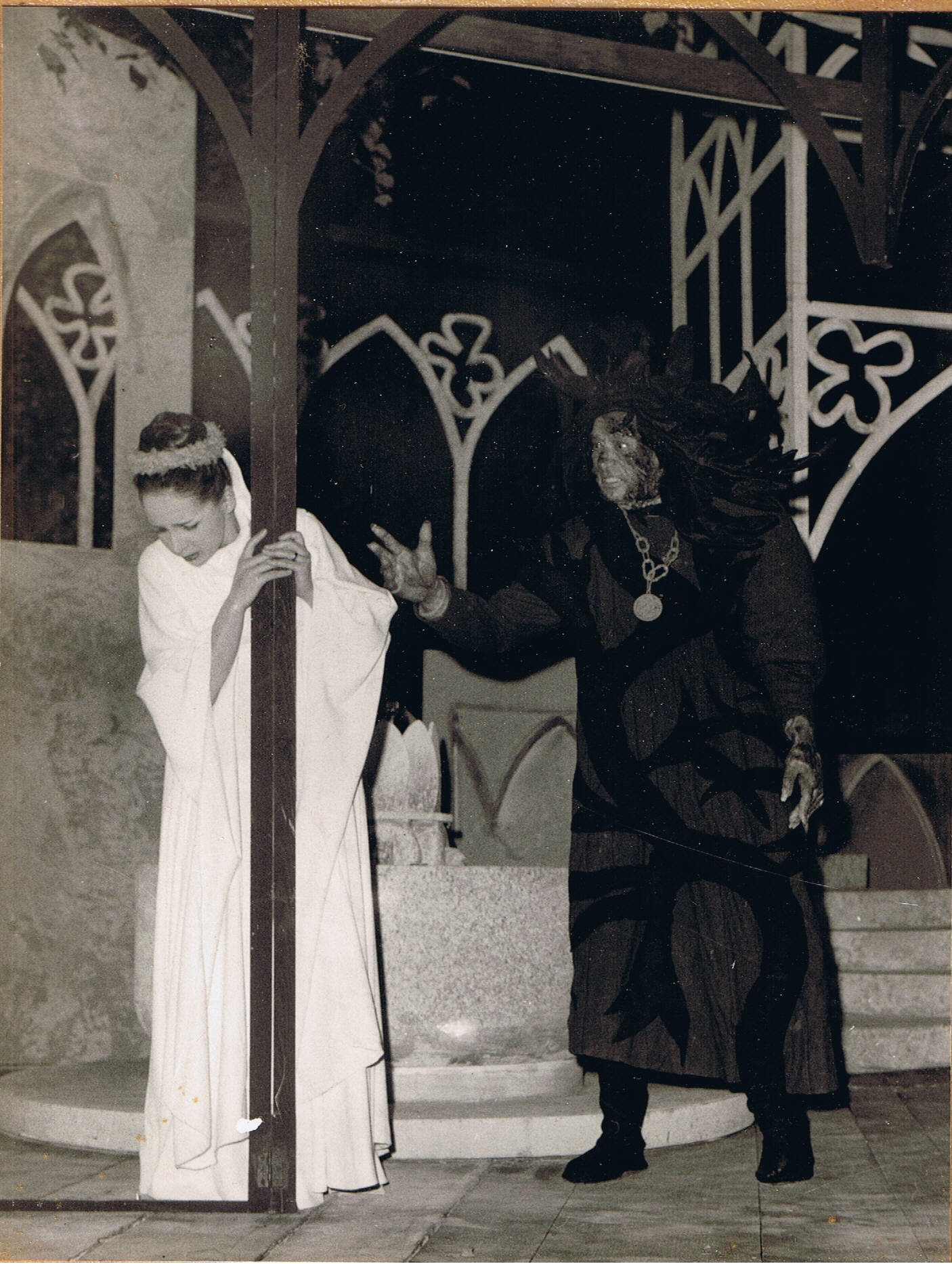
Belinda ed il mostro
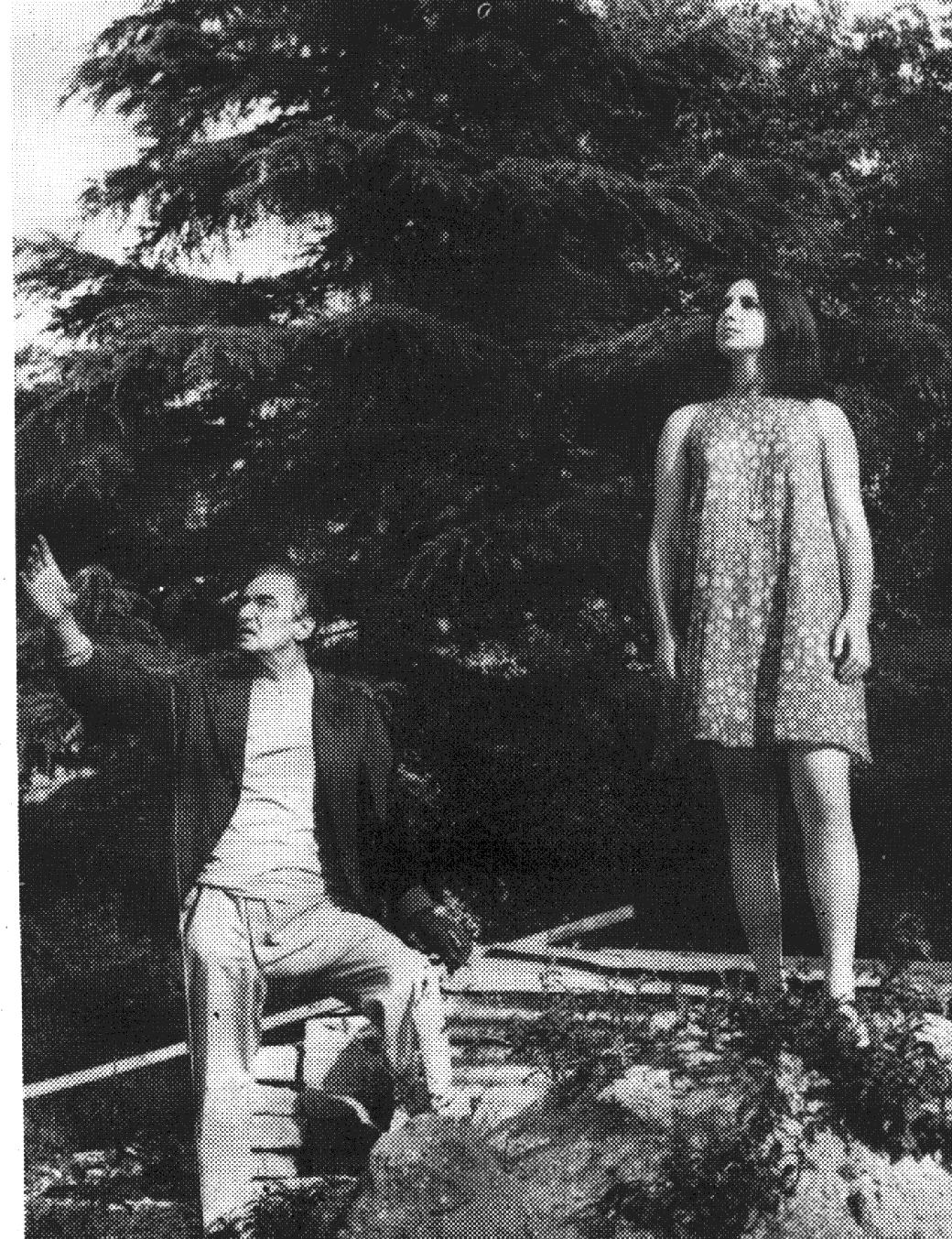
Belinda ed il mostro
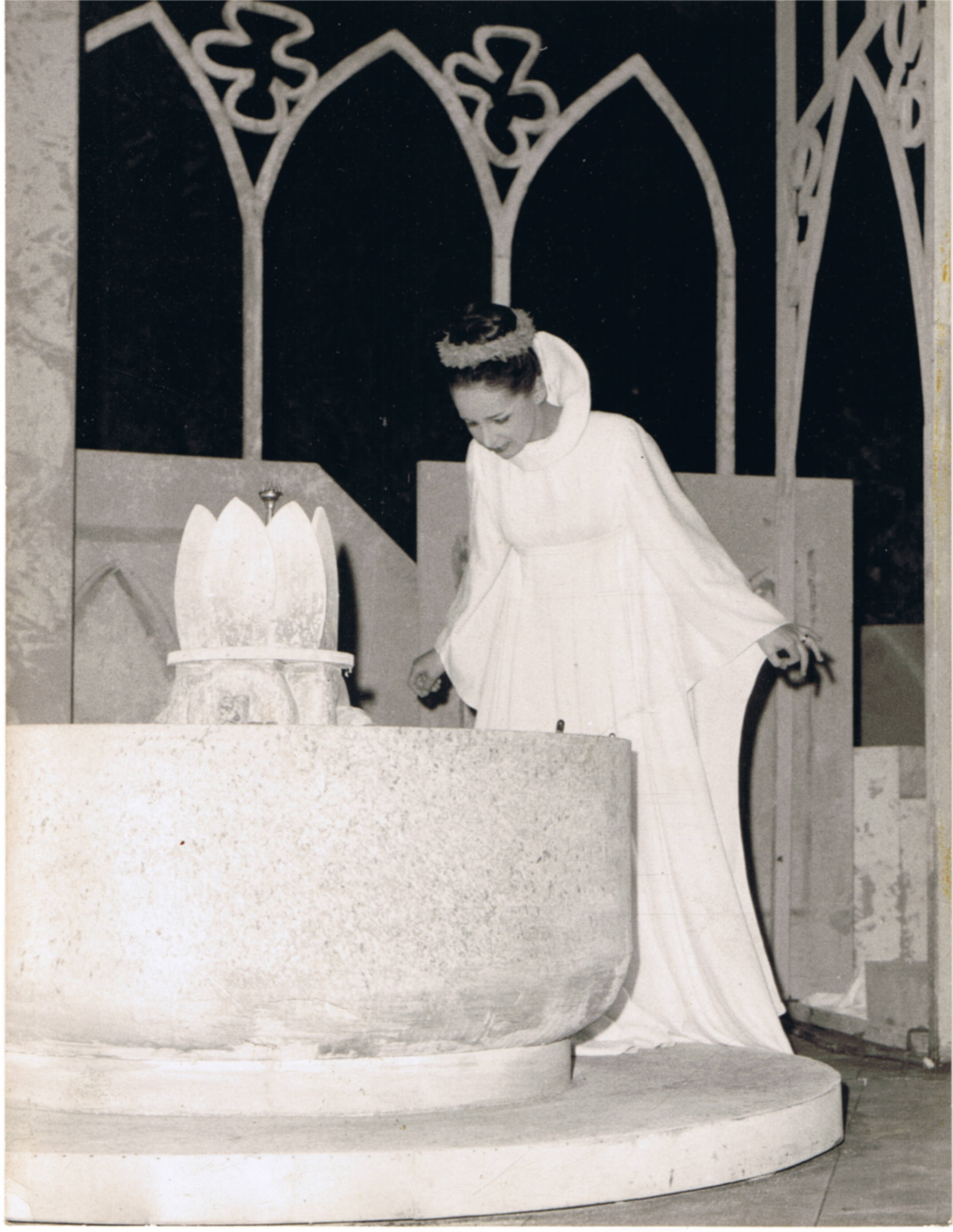
Belinda ed il mostro
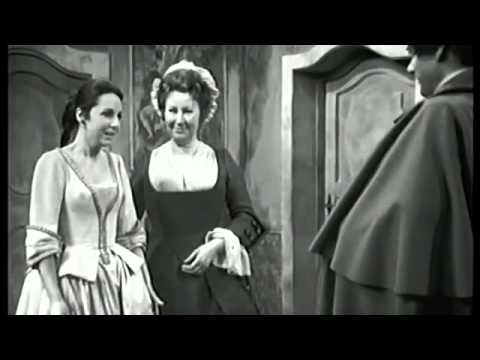
Sior Todaro brontolon
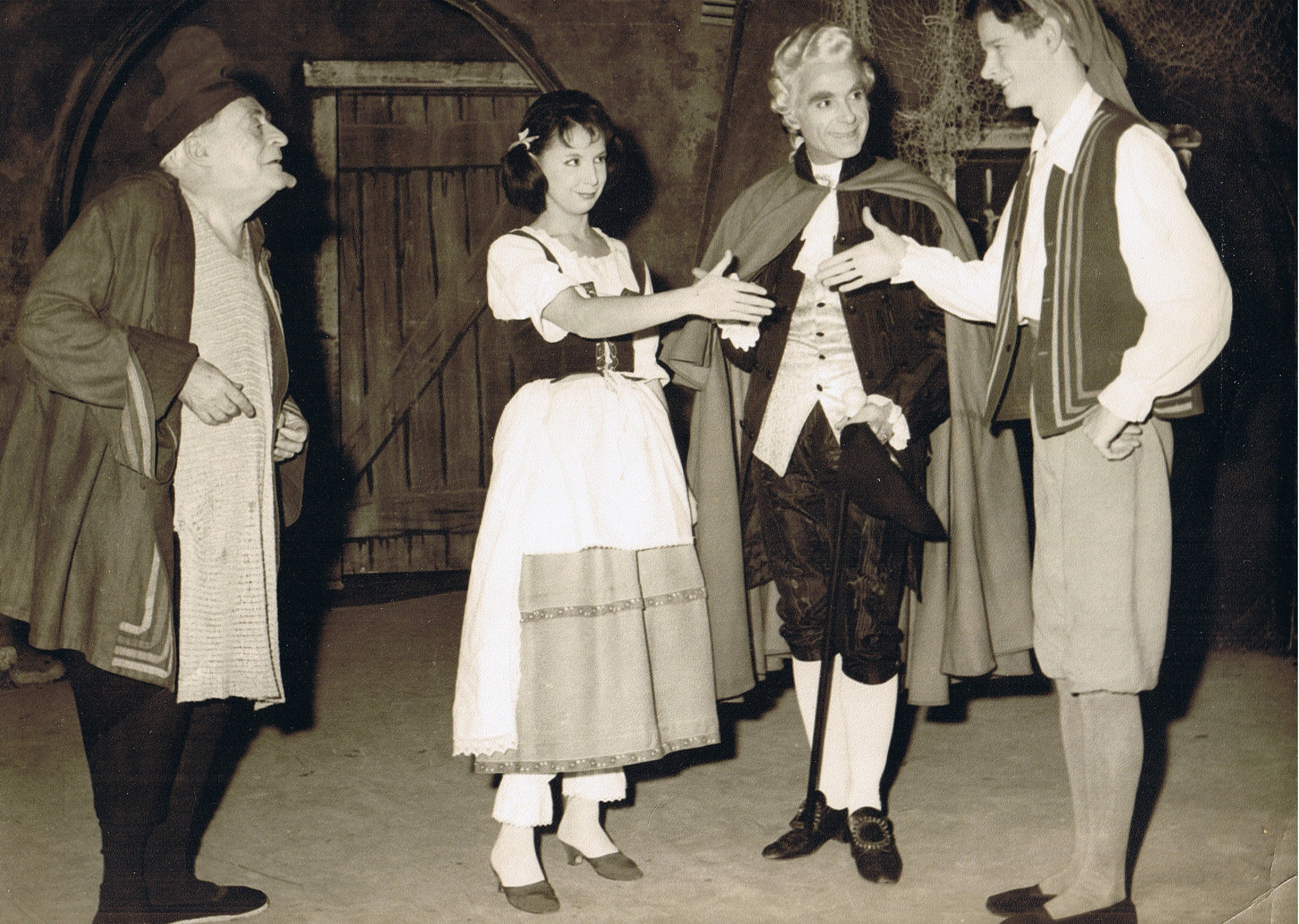
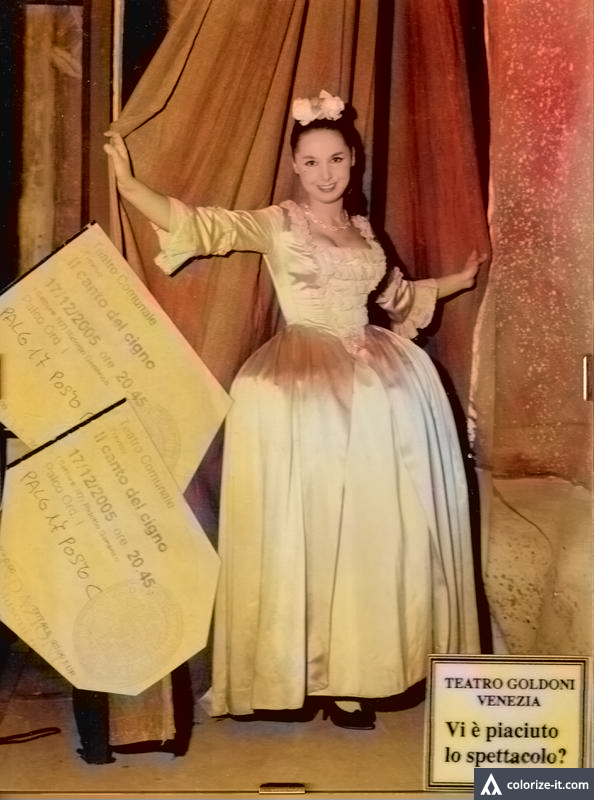
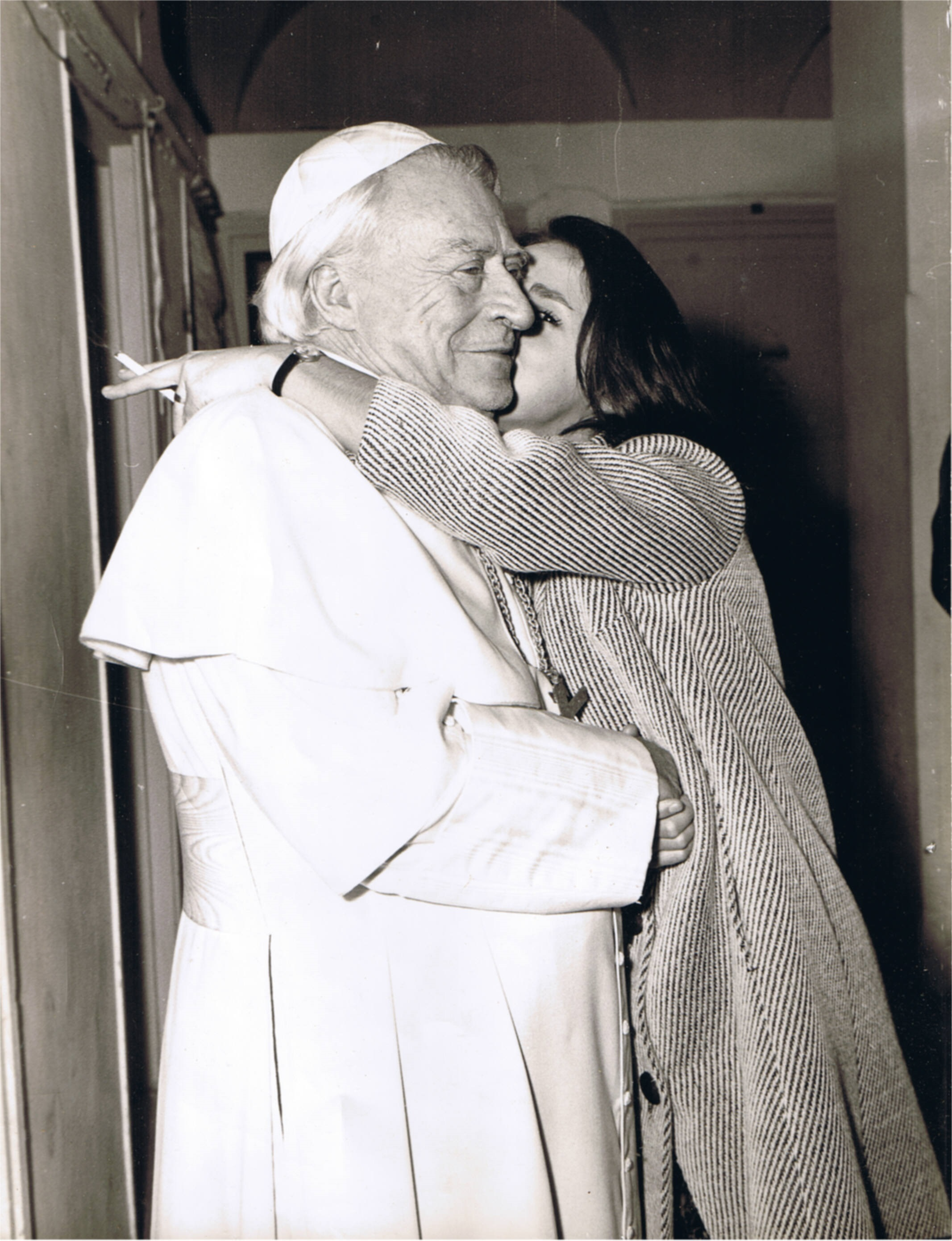
Papa Sarto
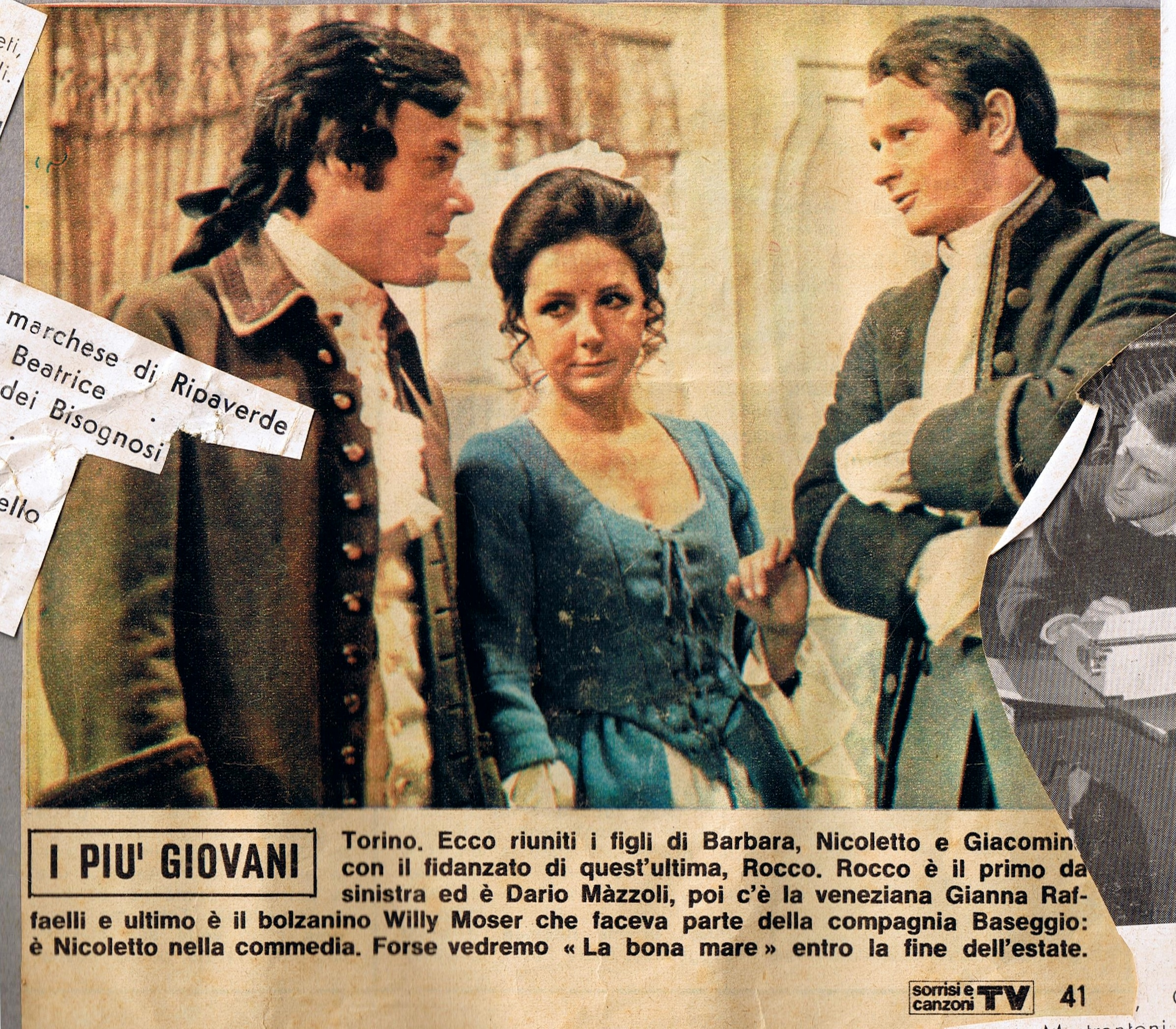
Teatro Stabile di Genova "La bona mare"
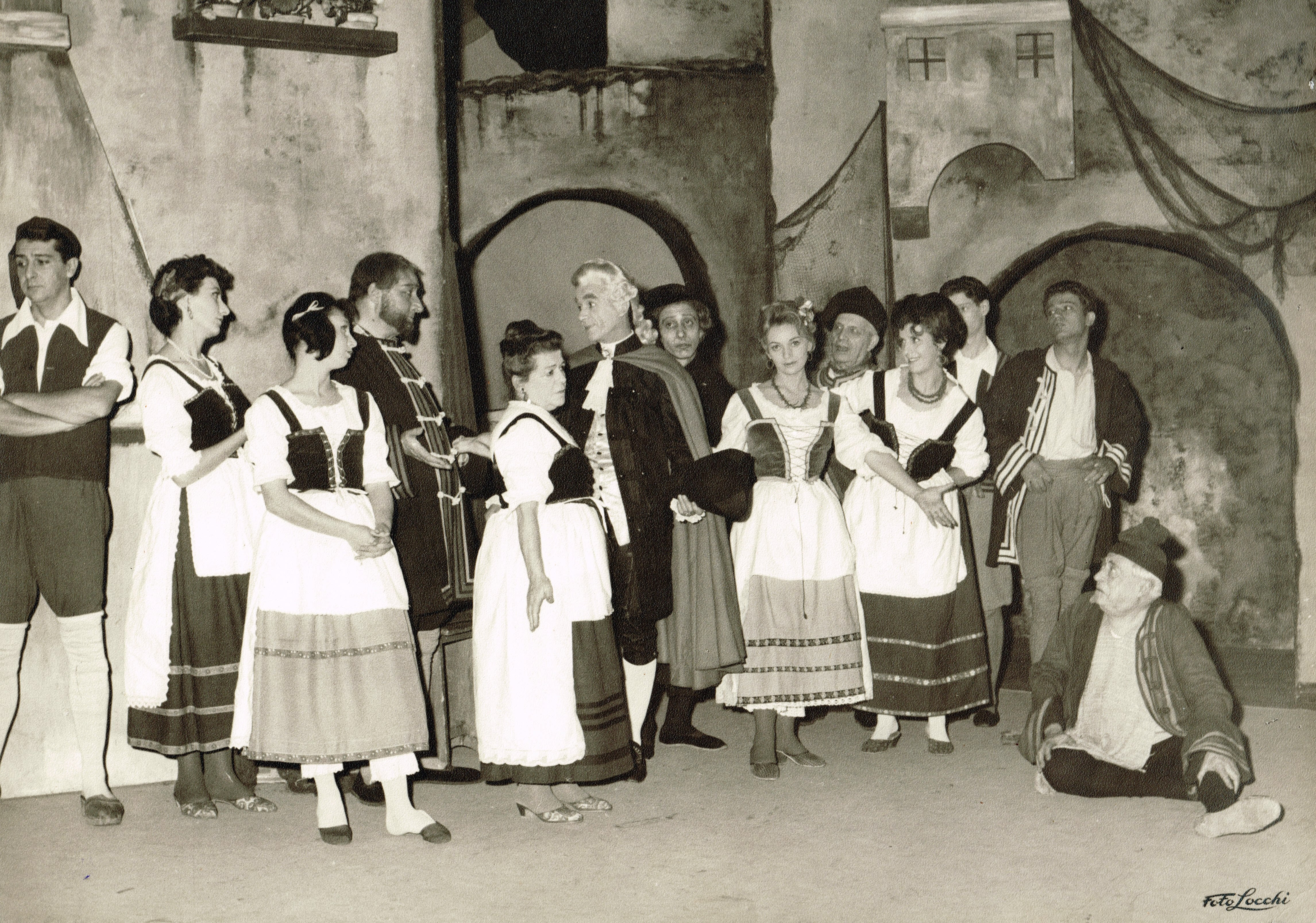
La compagnia di Cesco Baseggio nelle Baruffe Chiogiotte
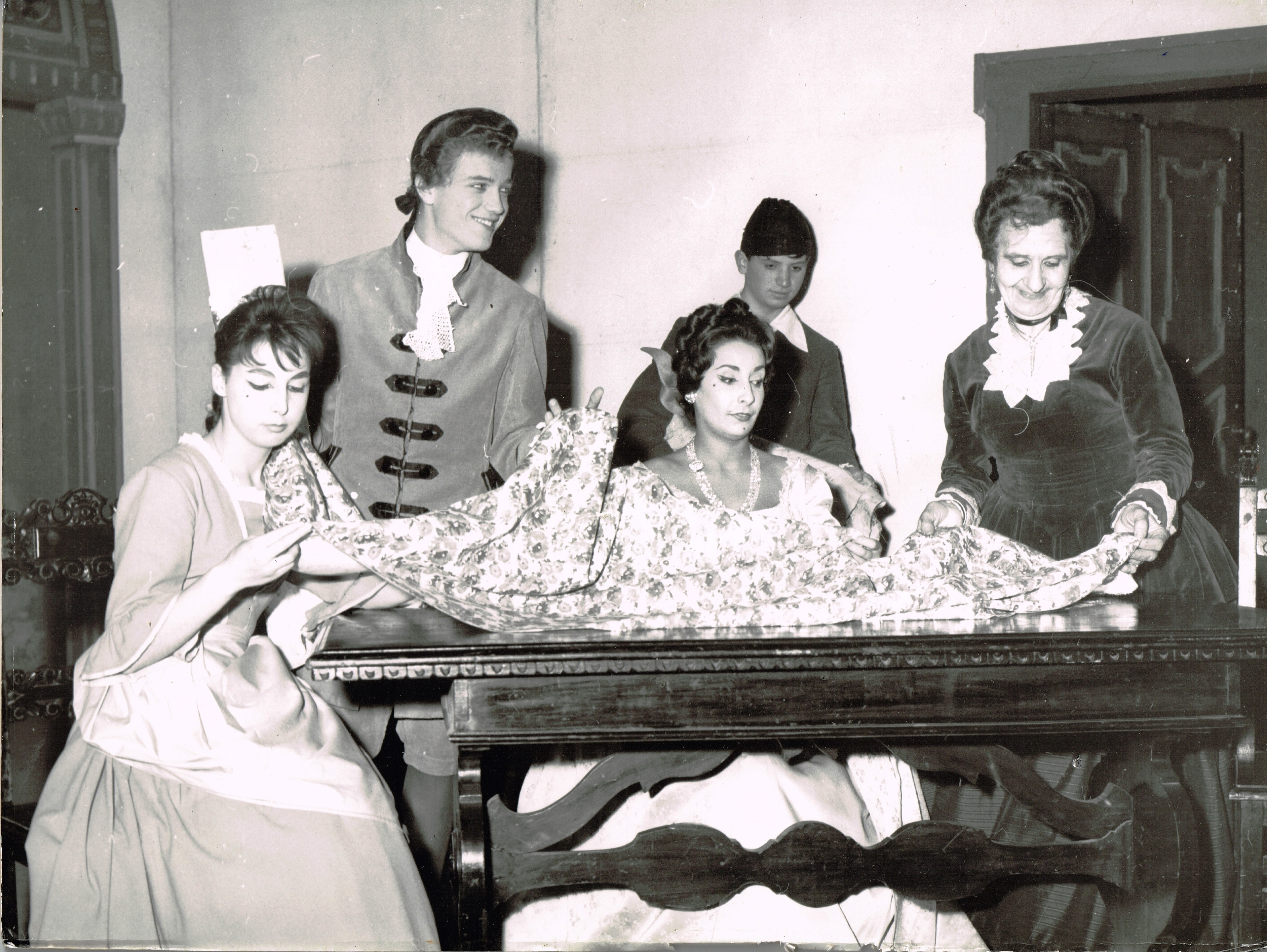
La Buona Madre compagnia Baseggio

## Prosa televisiva Rai
- EI moroso de la nona di Giacinto Gallina (1960)
- Quando i pulcini cantano, regia di Cesco Baseggio e Gianfranco Bettetini (1960)
- Zelinda e Lindoro, Teatro Odeon di Milano (1962)
- I recini da festa, regia di Cesco Baseggio e Stefano de Stefani
- La buona madre, regia di Cesco Baseggio e Lino Procacci, Teatro della Pergola di Firenze
- I Rusteghi di Carlo Goldoni, regia di Cesco Baseggio e Italo Alfaro (1964)
- La serva amorosa di Carlo Goldoni, regia di Cesco Baseggio e Italo Alfaro (1964)
- Il burbero benefico, regia di Cesco Baseggio e Italo Alfaro (1964)
- EI prete rosso, regia di Cesco Baseggio e Italo Alfaro (1965)
- Bellinda e il mostro di Bruno Cicognani (1968)
- Sior Todaro brontolon di Carlo Goldoni, regia di Carlo Lodovici (1969)
- La buona madre di Carlo Goldoni, regia di Carlo Lodovici (1972)
- Le farse venete, a cura di Belisario Randone (1973)

## Teatro
- La buona moglie di Carlo Goldoni, regia di Luca Ronconi, Teatro Verdi, Pisa, 7 dicembre 1963[1]

## Doppiaggio
Ha dato la voce a Patrizia Valturri nel film Signore & signori di Pietro Germi (1966)

## Scritti
- 3 antiche fiabe e 4 sogni, pubblicato da Ipertesto edizioni con la prefazione di Albertina Cortese (raccolta di fiabe)